# Lilly Scholz
Pour les articles homonymes, voir Scholz.
Lilly Scholz-Gaillard est une patineuse artistique autrichienne née le 18 avril 1903.
Elle est notamment championne du monde en 1929 et médaillée d'argent olympique aux Jeux d'hiver de 1928 avec Otto Kaiser.

## Palmarès
| Compétition             | 1924 | 1925 | 1926 | 1927 | 1928 | 1929 |
| Jeux olympiques         |      |      |      |      | 2e   |      |
| Championnats du monde   |      | 3e   | 2e   | 2e   | 2e   | 1re  |
| Championnats d'Autriche | 1re  |      |      | 1re  | 1re  | 1re  |

| Compétition             | 1931 | 1932 | 1933 |
| Championnats du monde   | 4e   |      |      |
| Championnats d'Europe   | 3e   | 2e   | 2e   |
| Championnats d'Autriche | 1re  | 1re  | 2e   |